# Paraskeva Clark
Paraskeva Clark RCA (São Petersburgo, 28 de outubro de 1898 – Toronto, 10 de agosto de 1986) foi uma pintora canadense.
Ela foi membro do Grupo Canadense de Pintores, da Sociedade Canadense de Pintores em Aquarela, da Sociedade Canadense de Arte Gráfica, da Sociedade de Artistas de Ontário e da Academia Real Canadense (1966). Grande parte de sua arte agora está na Galeria Nacional do Canadá e na Galeria de Arte de Ontário.